# Liste de films tournés dans le département du Jura
Un certain nombre d'œuvres cinématographiques et télévisuelles ont été tournés dans le département du Jura.
Voici une liste à compléter de films, téléfilms, feuilletons télévisés, films documentaires... tournés dans le département du Jura, classés par commune et lieu de tournage et date de diffusion. 
- Haut – A
- B
- C
- D
- E
- F
- G
- H
- I
- J
- K
- L
- M
- N
- O
- P
- Q
- R
- S
- T
- U
- V
- W
- X
- Y
- Z

Lieu inconnu
- 2004 : L'Intrus de Claire Denis

## A
- Haut – A
- B
- C
- D
- E
- F
- G
- H
- I
- J
- K
- L
- M
- N
- O
- P
- Q
- R
- S
- T
- U
- V
- W
- X
- Y
- Z

- Andelot-en-Montagne
  - 1997 : Post coïtum, animal triste de Brigitte Roüan[1]

- Arbois
  - 1990 : Mado, poste restante de Aleksandr Adabachyan[2]
  - 1995 à la télévision : Pasteur, cinq années de rage téléfilm de Luc Béraud[3]

- Arc-et-Senans
  -  1965 : Dom Juan ou le Festin de Pierre de Marcel Bluwal[4],[5]

- Arlay
  - 1947 : Palot, court métrage réalisé par Armand Chartier

## B
- Haut – A
- B
- C
- D
- E
- F
- G
- H
- I
- J
- K
- L
- M
- N
- O
- P
- Q
- R
- S
- T
- U
- V
- W
- X
- Y
- Z

- Baume-les-Messieurs
  - 1995 à la télévision : Pasteur, cinq années de rage téléfilm de Luc Béraud[3]
  - 1995 : Les Misérables de Claude Lelouch[6]

- Belmont
  - 1966 : La Ligne de démarcation de Claude Chabrol

- Vallée de la Bienne
  - 1966 : Le Voyage du père de Denys de La Patellière[7]

- Bois-d'Amont
  - 1987 : L'insoutenable légèreté de l'être de Philip Kaufman
  - 2024 : Un ours dans le Jura de Franck Dubosc

- Les Bouchoux
  - 1966 : Le Voyage du père de Denys de La Patellière

## C
- Haut – A
- B
- C
- D
- E
- F
- G
- H
- I
- J
- K
- L
- M
- N
- O
- P
- Q
- R
- S
- T
- U
- V
- W
- X
- Y
- Z

- Champagnole
  - 1989 : Radio Corbeau de Yves Boisset[8]

- Chaux-des-Prés
  - 1978 : Le Passe-montagne de Jean-François Stévenin[9]

- Chissey-sur-Loue
  - 1966 : La Ligne de démarcation de Claude Chabrol[10]

- Cousance
  - 2016 : La Folle Histoire de Max et Léon de Jonathan Barré

## D
- Haut – A
- B
- C
- D
- E
- F
- G
- H
- I
- J
- K
- L
- M
- N
- O
- P
- Q
- R
- S
- T
- U
- V
- W
- X
- Y
- Z

- Dole
  - 1935 : Pasteur de Sacha Guitry[11]
  - 1966 : La Ligne de démarcation de Claude Chabrol[10]
  - 1972 : Les Feux de la Chandeleur de Serge Korber
  - 1989 : Erreur de jeunesse de Radovan Tadic[12]
  - 1995 : Pasteur, cinq années de rage téléfilm de Luc Béraud[3]
  - 1997 : La Ville dont le prince est un enfant téléfilm de Christophe Malavoy[13]
  - 1999 : Mille bornes de Alain Beigel[14]
  - 2004 : Julie, chevalier de Maupin téléfilm de Charlotte Brändström[15]

## E
- Haut – A
- B
- C
- D
- E
- F
- G
- H
- I
- J
- K
- L
- M
- N
- O
- P
- Q
- R
- S
- T
- U
- V
- W
- X
- Y
- Z

## F
- Haut – A
- B
- C
- D
- E
- F
- G
- H
- I
- J
- K
- L
- M
- N
- O
- P
- Q
- R
- S
- T
- U
- V
- W
- X
- Y
- Z

## G
- Haut – A
- B
- C
- D
- E
- F
- G
- H
- I
- J
- K
- L
- M
- N
- O
- P
- Q
- R
- S
- T
- U
- V
- W
- X
- Y
- Z

- Gizia
  - 2016 : La Folle Histoire de Max et Léon de Jonathan Barré

## H
- Haut – A
- B
- C
- D
- E
- F
- G
- H
- I
- J
- K
- L
- M
- N
- O
- P
- Q
- R
- S
- T
- U
- V
- W
- X
- Y
- Z

## I
- Haut – A
- B
- C
- D
- E
- F
- G
- H
- I
- J
- K
- L
- M
- N
- O
- P
- Q
- R
- S
- T
- U
- V
- W
- X
- Y
- Z

## J
- Haut – A
- B
- C
- D
- E
- F
- G
- H
- I
- J
- K
- L
- M
- N
- O
- P
- Q
- R
- S
- T
- U
- V
- W
- X
- Y
- Z

- Fort de Joux
  - 1995 : Les Misérables de Claude Lelouch[6]

## K
- Haut – A
- B
- C
- D
- E
- F
- G
- H
- I
- J
- K
- L
- M
- N
- O
- P
- Q
- R
- S
- T
- U
- V
- W
- X
- Y
- Z

## L
- Haut – A
- B
- C
- D
- E
- F
- G
- H
- I
- J
- K
- L
- M
- N
- O
- P
- Q
- R
- S
- T
- U
- V
- W
- X
- Y
- Z

- Lamoura
  - 2001 : Le Lait de la tendresse humaine de Dominique Cabrera[16]

- La Chaux-du-Dombief
  - 1971 : Les Deux Anglaises et le Continent de François Truffaut (Lac d'Ilay)

- La Pesse
  - 2009 : Je l'aimais de Zabou Breitman[17]

- La Rixouse
  - 1966 : Le Voyage du père de Denys de La Patellière[7]

- Les Bouchoux
  - 1966 : Le Voyage du père de Denys de La Patellière[7]

- Les Piards
  - 1978 : Le Passe-montagne de Jean-François Stévenin[9]

- Les Rousses
  - 1968 : L'Homme à la Buick de Gilles Grangier[18]
  - 2001 : Le Lait de la tendresse humaine de Dominique Cabrera[16]
  - 2024 : Un ours dans le Jura de Franck Dubosc

- Lons-le-Saunier
  - 1973 : Les Granges Brûlées de Jean Chapot[19]
  - 1978 : Le Passe-montagne de Jean-François Stévenin[9]
  - 1995 : Les Misérables de Claude Lelouch[6]
  - 1997 : Le Rouge et le Noir de Jean-Daniel Verhaeghe[20]
  - 2006 : L'Affaire Villemin de Pascal Bonitzer et Raoul Peck[21]

## M
- Haut – A
- B
- C
- D
- E
- F
- G
- H
- I
- J
- K
- L
- M
- N
- O
- P
- Q
- R
- S
- T
- U
- V
- W
- X
- Y
- Z

- Mont-Sous-Vaudrey
  - 1966 : La Ligne de démarcation de Claude Chabrol[10]

- Morbier
  - 1966 : Le Voyage du père de Denys de La Patellière[7]

- Morez
  - 1966 : Le Voyage du père de Denys de La Patellière[7]
  - 2001 : Le Lait de la tendresse humaine de Dominique Cabrera[16]

## N
- Haut – A
- B
- C
- D
- E
- F
- G
- H
- I
- J
- K
- L
- M
- N
- O
- P
- Q
- R
- S
- T
- U
- V
- W
- X
- Y
- Z

## O
- Haut – A
- B
- C
- D
- E
- F
- G
- H
- I
- J
- K
- L
- M
- N
- O
- P
- Q
- R
- S
- T
- U
- V
- W
- X
- Y
- Z

## P
- Haut – A
- B
- C
- D
- E
- F
- G
- H
- I
- J
- K
- L
- M
- N
- O
- P
- Q
- R
- S
- T
- U
- V
- W
- X
- Y
- Z

- Pagnoz
  - 1966 : La Ligne de démarcation de Claude Chabrol[10]

- Port-Lesney
  - 1966 : La Ligne de démarcation de Claude Chabrol[10]
  - 2001 : Dix-sept rue Bleue de Chad Chenouga[22]

- Prénovel
  - 1978 : Le Passe-montagne de Jean-François Stévenin[9]

## Q
- Haut – A
- B
- C
- D
- E
- F
- G
- H
- I
- J
- K
- L
- M
- N
- O
- P
- Q
- R
- S
- T
- U
- V
- W
- X
- Y
- Z

## R
- Haut – A
- B
- C
- D
- E
- F
- G
- H
- I
- J
- K
- L
- M
- N
- O
- P
- Q
- R
- S
- T
- U
- V
- W
- X
- Y
- Z

- La Rixouse
  - 1966 : Le Voyage du père de Denys de La Patellière

## S
- Haut – A
- B
- C
- D
- E
- F
- G
- H
- I
- J
- K
- L
- M
- N
- O
- P
- Q
- R
- S
- T
- U
- V
- W
- X
- Y
- Z

- Saint-Claude
  - 1966 : Le Voyage du père de Denys de La Patellière[7]
  - 2011 : Quelques jours de répit d'Amor Hakkar

- Saint-Laurent-en-Grandvaux
  - 1978 : Le Passe-montagne de Jean-François Stévenin[9]

- Salins-les-Bains
  - 1989 : Radio Corbeau de Yves Boisset[8]

- Septmoncel
  - 1966 : Le Voyage du père de Denys de La Patellière[7]

- Syam
  - 1994 : Les Derniers Jours d'Emmanuel Kant de Philippe Collin (Château de Syam)[23]

## T
- Haut – A
- B
- C
- D
- E
- F
- G
- H
- I
- J
- K
- L
- M
- N
- O
- P
- Q
- R
- S
- T
- U
- V
- W
- X
- Y
- Z

## U
- Haut – A
- B
- C
- D
- E
- F
- G
- H
- I
- J
- K
- L
- M
- N
- O
- P
- Q
- R
- S
- T
- U
- V
- W
- X
- Y
- Z

## V
- Haut – A
- B
- C
- D
- E
- F
- G
- H
- I
- J
- K
- L
- M
- N
- O
- P
- Q
- R
- S
- T
- U
- V
- W
- X
- Y
- Z

- Villards-d'Héria
  - 2007 : Le Renard et l'Enfant de Luc Jacquet[24]

- Barrage de Vouglans
  - 1988 : Le Complot de Agnieszka Holland[25]

## W
- Haut – A
- B
- C
- D
- E
- F
- G
- H
- I
- J
- K
- L
- M
- N
- O
- P
- Q
- R
- S
- T
- U
- V
- W
- X
- Y
- Z

## X
- Haut – A
- B
- C
- D
- E
- F
- G
- H
- I
- J
- K
- L
- M
- N
- O
- P
- Q
- R
- S
- T
- U
- V
- W
- X
- Y
- Z

## Y
- Haut – A
- B
- C
- D
- E
- F
- G
- H
- I
- J
- K
- L
- M
- N
- O
- P
- Q
- R
- S
- T
- U
- V
- W
- X
- Y
- Z

## Z
- Haut – A
- B
- C
- D
- E
- F
- G
- H
- I
- J
- K
- L
- M
- N
- O
- P
- Q
- R
- S
- T
- U
- V
- W
- X
- Y
- Z